# Юрген (роман)
«Юрген. Комедия правосудия» — (англ. Jurgen, A Comedy of Justice) — вышедший в 1919 году в Нью-Йорке роман американского писателя Джеймса Кейбелла в жанре фэнтези.

## Сюжет
Одноименный герой отправляется в путешествие по все более фантастическим мирам в поисках  пародированной версии куртуазной любви. Куда бы он ни пошел, он встречает эксцентричных рыцарей и девиц в едкой сатире на современную Америку. Юрген привлекает внимание Владычицы озера, королевы Гвиневры, Анахиты, Елены Прекрасной, Хлориды и даже жены Дьявола. Его странствия приводят его из Пуактесма в Глатион, Кокейн, Леук, Ад и Рай.

## Критика
Роман был осуждён нью-йоркским обществом за безнравственность. Судебное дело длилось в течение двух лет и закончилось победой Дж. Кейбелла и его издателя Роберта Макбрайда.
В статье в Pacific Review в 1921 году Вернон Луис Паррингтон похвалил роман и назвал Кейбелла "одним из величайших мастеров английской прозы".
Алистер Кроули назвал "Юргена" одним из "эпохальных шедевров философии" в 1929 году.
Рецензируя более поздний роман Кейбелла "У Гамлета был дядя: Комедия чести ", Бэзил Дэвенпорт назвал его роман "шедевром".